# جنگل‌های گینه شرقی
جنگل‌های گینه شرقی (به لاتین: Eastern Guinean forests) یک منطقهٔ مسکونی و جنگل در غنا است.